# La Schiavona
La Schiavona (« la femme de Dalmatie »), également connue sous le nom de Portrait d'une dame, est un portrait réalisé vers 1510-1512 par le peintre italien Titien, et représentant une femme inconnue. Il est conservé à la National Gallery de Londres. 

## Identité
Le tableau était appelé La Schiavona avant le début du XVIIe siècle. Cependant, ce nom est traditionnel, donné au tableau par quelqu'un en reconnaissance du style de sa robe et de sa physionomie. En réalité, la dame représentée aurait fait partie de la noblesse de l'époque, avec un costume compatible avec celui des femmes riches des territoires contrôlés par la république de Venise. Certaines personnes ont tenté d'identifier la femme comme étant Catherine Cornaro, une hypothèse sans aucune confirmation. Auparavant attribué à Giorgione, le tableau est aujourd'hui communément accepté comme un chef-d'œuvre de jeunesse du Titien ; une preuve supplémentaire est apportée par l'absence de la douceur modulée du peintre de Castelfranco Veneto, remplacée par une vitalité palpitante. Il existe également des similitudes étroites avec la femme protagoniste du Miracolo del neonato, une fresque padouane de Titien datant de 1511.

## Description
Le sujet est représenté de trois quarts sur un fond gris uni. Sa forme tout en courbes est dépeinte avec un réalisme et une précision exceptionnels, et est accentuée par le large drapé de sa robe couleur terre. Le corps est légèrement tourné, tandis que la tête regarde de face le spectateur, dans une pose d'un naturel et d'une aisance remarquables. Ce qui semble être la même femme est vu en relief (inspiré des camées antiques) sur une section surélevée du parapet. Le tableau est signé « T. .V » sur le parapet, qui signifie probablement Tiziano Vecellio.

## Histoire
Le portrait a été présenté à la National Gallery de Londres en 1942 par Sir Francis Cook à la mémoire de son père Herbert, via le Art Fund - il fait depuis  partie de la collection de la Galerie. 
D'octobre 2009 à janvier 2010, La Schiavona a été prêtée à l'Institut Henry Moore de Leeds pour être présentée dans le cadre d'une exposition intitulée « Sculpture in Painting ».